# Feuerwehrgerätehaus Bücken
Das Feuerwehrgerätehaus Bücken mit dem Schlauchturm in Bücken, Marktstraße 28, in der niedersächsischen Samtgemeinde Grafschaft Hoya stammt vom frühen 20. Jahrhundert.
Es wird aktuell (2023) als Garage genutzt.
Das Gebäude steht unter Denkmalschutz (siehe auch Liste der Baudenkmale in Bücken).

## Beschreibung und Geschichte

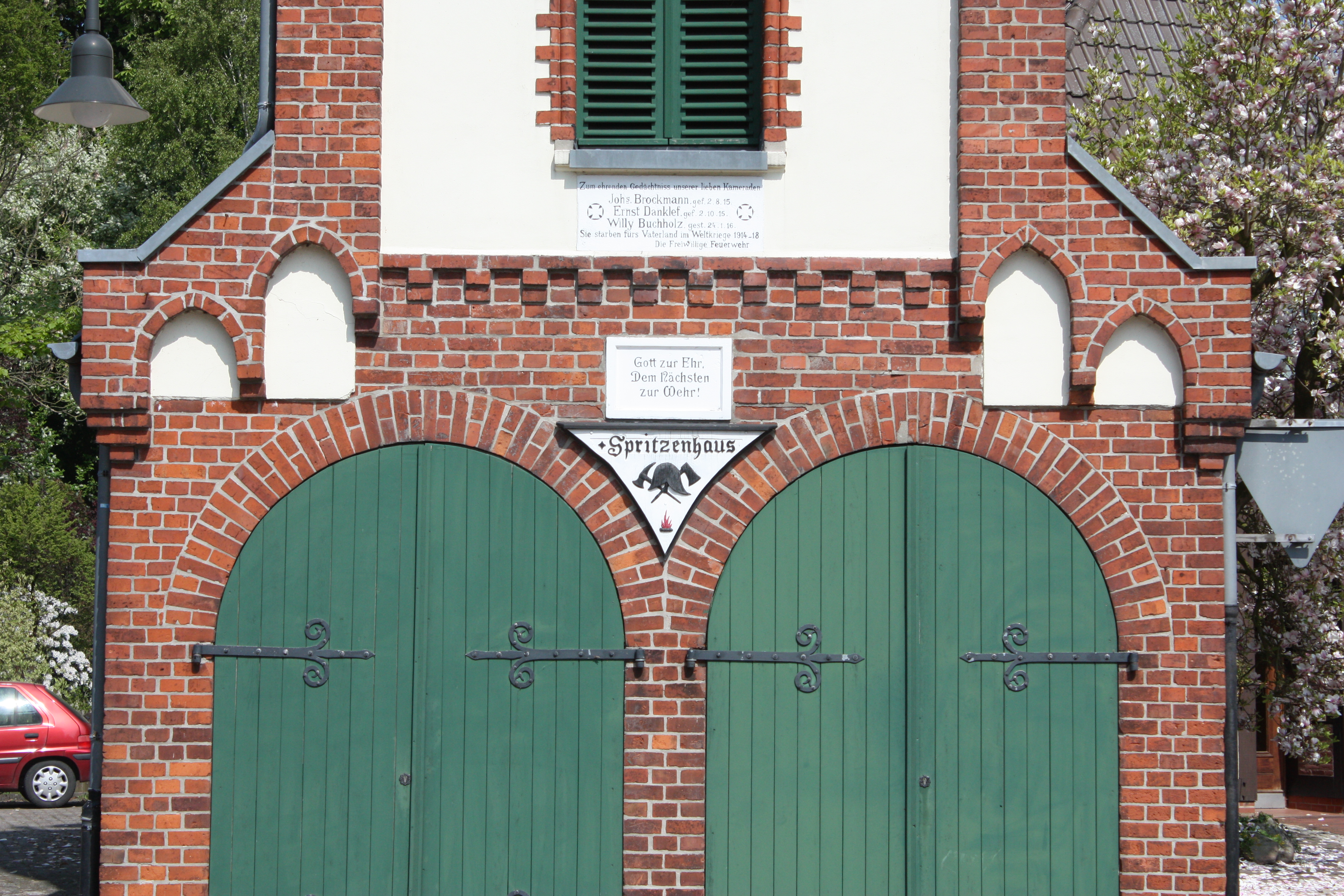
Spritzenhaus

Das eingeschossige verklinkerte ehemalige Feuerwehrgerätehaus mit Satteldach und zwei Toren sowie dem dreigeschossigen verputzten Aufsatz des Schlauchturms mit Krüppelwalmdach wurde 1912 gebaut.
Bis zum Neubau des Feuerwehrhauses von 1959 diente es zur Unterbringung der Geräte der Feuerwehr.
Das Niedersächsische Landesamt für Denkmalpflege befand: „… geschichtliche Bedeutung … durch beispielhafte Ausbildung eines Gerätehauses mit Schlauchturm zum Trocknen der Schläuche …“
Die Freiwillige Feuerwehr Bücken wurde 1877 gegründet. Die Feuerwehr der Samtgemeinde Grafschaft Hoya ist aktuell auch zuständig für den Stützpunkt der Freiwilligen Feuerwehr Bücken mit ihrem neuen Standort Marktstraße 34 und mit vier Einsatzwagen.